# 리비아 아랍어

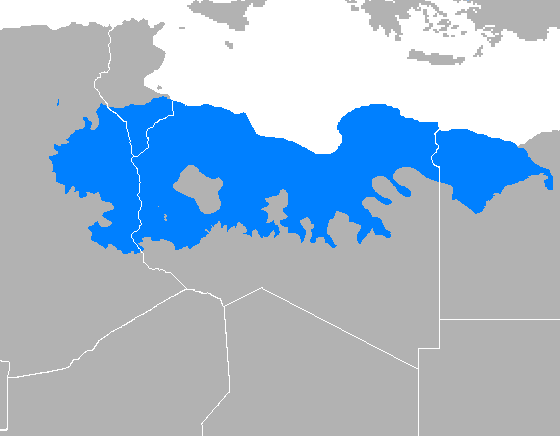
리비아 아랍어의 사용 지역

리비아 아랍어(아랍어: ليبي)는 리비아에서 주로 사용되는 아랍어의 언어변이형으로, 마그레브 아랍어의 일종이다.
크게 벵가지와 베이다를 중심으로 한 동부 방언과 트리폴리와 미스라타를 중심으로 한 서부 방언으로 나눌 수 있으며, 동부 방언은 이집트 서부에서 사용되는 방언까지 포함한다. 한편 세바를 중심으로 한 남부의 소수 방언도 있으며 이는 서부 방언에 더 가깝다. 일부 남부 방언은 니제르 국경 지대에서도 쓰인다.

## 같이 보기
- 마그레브 아랍어